# Batracotoxina
La batracotoxina (BTX) és un alcaloide esteroidal cardiotòxic i neurotòxic extremadament potent que es troba en certes espècies de granotes de la família dels dendrobàtids, en coleòpters de la família dels melírids i en aus com les del gènere pitohui.
El nom prové de la paraula grega βάτραχος, bátrachos, 'granota'. Els compostos químics relacionats amb l'estructura es coneixen sovint com a batracotoxines. És un alcaloide extremadament verinós. En certes granotes, aquest alcaloide està present principalment a la pell. La batracotoxina s'uneix i obre de manera irreversible els canals de sodi de les cèl·lules nervioses i evita que es tanquin, provocant paràlisi i mort. No es coneix cap antídot.

## Toxicitat
Segons experiments amb rosegadors, la batracotoxina és un dels alcaloides més potents coneguts: la seva DL50 intravenosa en ratolins és de 2–3 µg/kg. Mentrestant, el seu derivat, la batracotoxinina A, té una toxicitat molt menor amb una DL50 de 1000 µg/kg.
La toxina s'allibera a través de secrecions incolores o lletoses de les glàndules situades a la part posterior i darrere de les orelles de les granotes del gènere Phyllobates. Quan una d'aquestes granotes està agitada, se sent amenaçada o té dolor, la toxina s'allibera de manera reflexa a través de diversos canals.
L'activitat de la batracotoxina depèn de la temperatura, amb una activitat màxima a 37 °C. La seva activitat també és més ràpida a un pH alcalí, la qual cosa suggereix que la forma no protonada pot ser més activa.

### Neurotoxicitat
Com a neurotoxina, afecta el sistema nerviós. La funció neurològica depèn de la despolarització de les fibres nervioses i musculars a causa de l'augment de la permeabilitat dels ions sodi de la membrana cel·lular excitable. Les toxines solubles en lípids com la batracotoxina actuen directament sobre els canals iònics de sodi implicats en la generació de potencial d'acció i modificant tant la seva selectivitat iònica com la seva sensibilitat al voltatge. La batracotoxina s'uneix de manera irreversible als canals de Na+ que provoca un canvi conformacional en els canals que obliga els canals de sodi a romandre oberts. La batracotoxina no només manté oberts els canals de sodi dependents de voltatge, sinó que també redueix la conductància d'un sol canal. En altres paraules, la toxina s'uneix al canal de sodi i manté la membrana permeable als ions de sodi d'una manera "tot o gens".
Això té un efecte directe sobre el sistema nerviós perifèric (SNP). La batracotoxina al SNP produeix una major permeabilitat (selectiva i irreversible) de la membrana cel·lular en repòs als ions sodi, sense canviar la concentració de potassi o calci. Aquesta entrada de sodi despolaritza la membrana cel·lular antigament polaritzada. La batracotoxina també altera la selectivitat iònica del canal iònic augmentant la permeabilitat del canal cap a cations més grans. Els canals de sodi sensibles al voltatge es tornen actius de manera persistent al potencial de membrana en repòs. La batracotoxina mata bloquejant permanentment la transmissió del senyal nerviós als músculs.
La batracotoxina s'uneix i obre de manera irreversible els canals de sodi de les cèl·lules nervioses i evita que es tanquin. La neurona ja no pot enviar senyals i això provoca paràlisi. A més, l'afluència massiva d'ions de sodi produeix alteracions osmòtiques en nervis i músculs, que provoca canvis estructurals. S'ha suggerit que també hi pot haver un efecte sobre el sistema nerviós central, encara que actualment no se sap quin pot ser aquest efecte.

### Cardiotoxicitat
Encara que generalment es classifica com una neurotoxina, la batracotoxina té efectes marcats sobre els músculs cardíacs i els seus efectes es produeixen per l'activació del canal de sodi. La conducció cardíaca està alterada, provocant arrítmies, extrasístoles, fibril·lació ventricular i altres canvis que condueixen a asistòlia i aturada cardíaca. La batracotoxina indueix un alliberament massiu d'acetilcolina en els nervis i els músculs i també la destrucció de les vesícules sinàptiques. La batracotoxina R és més tòxica que la batracotoxina A relacionada.

## Tractament
Actualment, no existeix cap antídot efectiu per al tractament de la intoxicació per batracotoxina. La veratridina, l'aconitina i la grayanotoxina, com la batracotoxina, són verins liposolubles que alteren de manera similar la selectivitat iònica dels canals de sodi, cosa que suggereix un lloc d'acció comú. A causa d'aquestes similituds, el tractament per a la intoxicació per batracotoxina es podria modelar millor o basar-se en els tractaments per a un d'aquests verins. El tractament també es pot modelar a partir de la digitalis, que produeix efectes cardiotòxics una mica similars.
Tot i que no és un antídot, la despolarització de la membrana es pot prevenir o revertir amb la tetradotoxina (del peix globus), que és un inhibidor no competitiu, o amb la saxitoxina. Tots dos tenen efectes antagònics als de la batracotoxina sobre el flux de sodi. Alguns anestèsics poden actuar com a antagonistes de l'acció d'aquest verí alcaloide, mentre que altres anestèsics locals bloquegen la seva acció per complet actuant com a antagonistes competitius.